# Vulkaniska bergarter

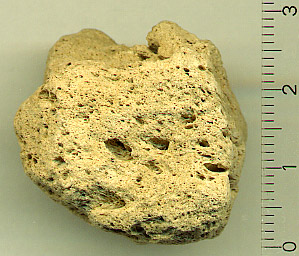
Pimpsten är ett exempel på en vulkanisk bergart

Vulkaniska bergarter, även kallat vulkanit, är magmatiska ytbergarter (ej att förväxla med sedimentära ytbergarter) och har bildats genom vulkanism på eller ytligt under jordytan.
Magmor som blivit mycket snabbt avkylda blir glasiga. Glas är ett amorft material vilket innebär att det har en inre oordnad struktur, till skillnad från den hos fasta kristallina ämnena. Den snabba övergången från ett hett tillstånd där partiklarna i magman rör sig relativt fritt i förhållande till varandra till ett tillstånd där mycket lite rörelse är möjlig gör att partiklarna inte hinner få en ordnad struktur innan materialet stelnat. Färg och fysiska egenskaper varierar beroende på sammansättning och avkylningshastighet. Glasiga vulkaniska bergarter förekommer både i ytnära subvulkaniska intrusioner och i olika lavaflöden.
Pelarförklyftning är en struktur skapad av vulkanism. Oftast skapat av ett basaltisk flöde bestående av lava eller ett ytnära intrusivt flöde. De består av pelare som kan vara sexkantiga och alltid är vinkelrätt orienterade mot bergartsflödenas avkylningsytor.
Exempel på vulkaniska bergarter är bland andra tuff, ignimbrit, pimpsten och hyaloklastit (fler exempel nämns nedan under rubrikerna lavabergarter och pyroklastiska bergarter).

## Lavabergarter
Lavabergarter kan även kallas lava, likt den flytande bergartssmälta de bildas av.
Lavaplatåer är vidsträckta, ofta flera tusen kvadratkilometer vida formationer uppbyggda av lava från sprickeruptioner oftast bestående av basalt.
Exempel på lavabergarter är ryolit, obsidian, vissa porfyrer, basalt, andesit, kuddlava, trakyt, dacit och fonolit.
Basalt som är jordens vanligaste vulkaniska bergart dominerar den övre delen av havsbottnarna. Platåbasalter förekommer mer lokalt över stora områden på kontinenterna. Basalter är finkorniga till mycket finkorniga och är i färskt oomvandlat tillstånd svarta bergarter. De består främst av plagioklas, pyroxen och magnetit.
Kuddlava bildas när basaltisk till andesitisk lava kommer i kontakt med havsvatten och skapar kuddliknande formationer som ofta täcks med spilit vilket innebär att havsvattnet byter ut plagioklaset i lavan till albit och sekundära mineral bildas.
Fonolit består av kalifältspat och nefelin och har fått sitt namn av att det kan klinga när man slår på den med till exempel en hammare. Man kan se resten av ett fonolitfyllt vulkanrör i Wyoming, USA kallat Devils Tower.

## Pyroklastiska bergarter
Pyroklastiska bergarter kallas även pyroklastit och är extrusiva bergarter som bildas av luftburet vulkaniskt material. Exempel på pyroklastiska bergarter är vulkaniska bomber, scoria, pélés hår och pélés tårar.